# San Casimiro (Venezuela)

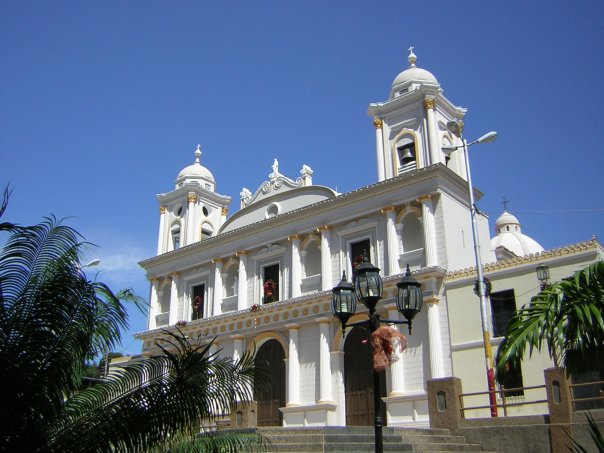

San Casimiro é uma cidade venezuelana, capital do município de San Casimiro.